# Sticherus intermedius
Sticherus intermedius là một loài dương xỉ trong họ Gleicheniaceae. Loài này được Baker Chrysler mô tả khoa học đầu tiên năm 1944.